# Macquarie University

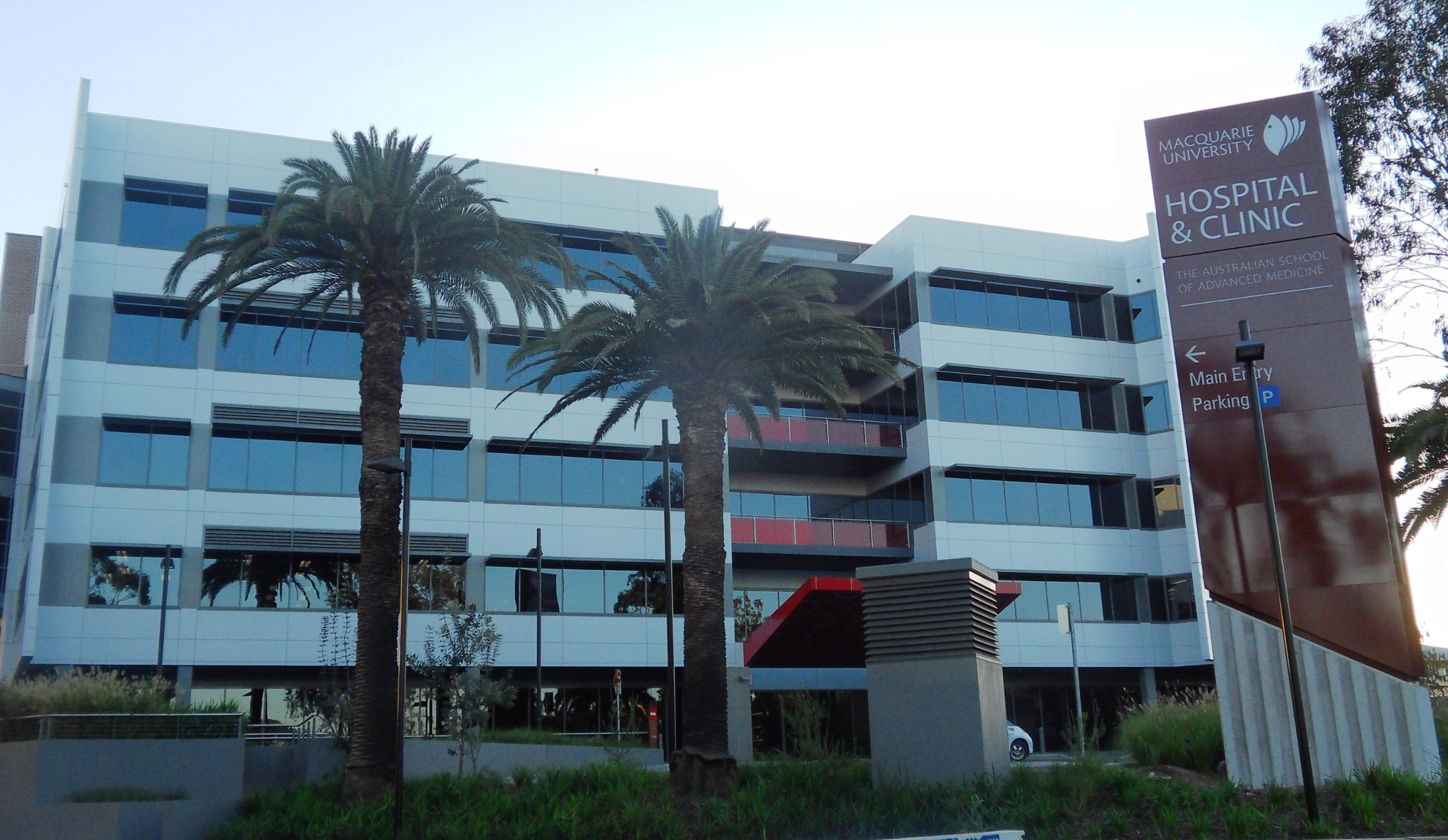

Macquarie University is een instelling van hoger onderwijs in Australië, in Sydney en opgericht in 1964. De campus is 126 hectare en is gelegen in een high-tech corridor in de voorstad van Macquarie Park / North Ryde. Stad en universiteit zijn genoemd naar generaal-majoor Lachlan Macquarie, van 1810 tot 1821 gouverneur van de Britse kolonie New South Wales.

## Faculteiten
- Faculteit der Letteren
- Faculteit Economie en Handel
- Faculteit Wetenschappen
- Faculteit Humane Wetenschappen